# 石防风
石防风（学名：Peucedanum terebinthaceum）为伞形科前胡属的植物。分布在俄罗斯以及中国大陆的辽宁、河北、黑龙江、内蒙古、吉林等地，生长于海拔400米至1,800米的地区，常生长在林下、山坡草地以及林缘，目前已由人工引种栽培。

## 别名
小芹菜、山香菜（辽宁）、哈丹-疏古日根（内蒙古）

## 异名
- Peucedanum terebinthaceum (Fisch.) Fisch. ex Turcz. var. deltoideum (Makino) Makino